# Papež Pij XII.
Papež Pij XII. (latinsko Papa Pius Duodecimus), rojen kot Eugenio Maria Giuseppe Giovanni Pacelli, italijanski rimskokatoliški duhovnik, nadškof, apostolski nuncij, kardinal in papež;  * 2. marec 1876, Rim, Italija, † 9. oktober 1958, Castel Gandolfo, Lacij, Italija.
Papež Katoliške Cerkve in vladar Vatikana je bil od 2. marca 1939 do smrti, 9. oktobra 1958. Znan je predvsem po razglasitvi dogme o Marijinem vnebovzetju. V postopku za beatifikacijo je dosegel naziv častitljivi (Božji služabnik).

## Življenje

### Poreklo
Rodbina Pacelli izhaja iz Onana, trga pri Viterbu, ki je takrat stal na meji med Nadvojvodino Toskano in Papeško državo; s plemiškimi naslovi se ponašajo šele od 1853 po določbi Pija IX.. Ko so vestno opravljali poklic pravnika, so postali plemiči od Acquapendente in Sant'Angelo in Vado, rimski plemiči in grofje 1929 in knezi. Prvi knez je postal Carlo Pacelli (1903-1970) z motuproprijem, ki ga je podpisal italijanski kralj Viktor Emanuel III. dne 23. novembra 1941.
Prednika sedanjih Pacellijevih sta Gaetano Pacelli in Maria Antonia Caterini, ki sta živela konec 18. in v začetku 19. stoletja. Njun sin Marcantonio I. Pacelli (1804-1902) je spremljal Pija IX. na begu iz Rima v Gaeto 1848 skupaj s sinom Filipom . 
Da bi nagradil njegovo zvestobo in uslužnost, je Filipu in soprogi Virginiji Pij IX. podelil prva plemiška naslova 1853 in 1858 z ustreznima nazivoma: Nobili di Acquapendente e di Sant'Angelo in Vado. Rodili so se jima štirje otroci: Giuseppina, Francesco, Eugenio (prihodnji papež Pij XII.) in Elisabetta.

### Mladost
Evgen se je torej rodil v Rimu v plemiški družini očetu Filipu Pacelliju (Filippo Pacelli) in materi Virginiji (Virginia r. Graziosa). Odlikovala ga je velika naravna inteligenca in otroška pobožnost do Marije. Družina Pacelli je bila že davno tesno povezana s papeškim dvorom; tako je pridobila plemiški naslov v 19. stoletju. V začetku je odraščal s svojim bratom in sestrama v centru Rima v Parionski četrti. Kaj kmalu, leta 1880, so se morali preseliti na Via Vetrina. V bližini Piazze Fiammetta se je šolal pri usmiljenkah . Z družino je obiskoval Chiesa Nuova, kjer je bil tudi pri prvem svetem obhajilu in tudi ministriral vse do leta 1886. Potlej je odšel k zasebnemu učitelju Giuseppu Marchiu na Piazza Venezia. Leta 1891 je Eugenia oče poslal v jezuitski licej v Rimu.
Pri osemnajstih letih je pričel s študijem teologije na najstarejšem rimskem semenišču Almo Collegio Capranica, novembra 1894 je vpisal še študij filozofije, obenem pa je študiral še sodobne jezike in zgodovino. Poleti 1895 je zapustil zaradi bolezni semenišče in se šolal doma. Leta 1899 je doktoriral iz teologije. V letu 1899 je bil v baziliki svetega Janeza v Lateranu posvečen v diakona. V duhovnika je bil posvečen na veliko noč 2. aprila 1899 v zasebni kapeli. Po posvečenju je bil poslan na študij kanonskega prava in je prejel tudi svoje prvo duhovniško mesto: postal je kurat pri Chiesa Nuova. Leta 1904 je doktoriral iz kanonskega prava. Po tem je leta 1905 postal monsignor in je spremljal različne kardinale po svetu.
20. junija 1912 je postal podtajnik za zunanje cerkvene zadeve pri Rimski kuriji. To dolžnost je opravljal do 1. februarja 1914, ko je postal tajnik.

### Nuncij in nadškof
20. aprila 1917 je bil imenovan za naslovnega nadškofa Sardesa in apostolskega nuncija v Nemčiji oziroma na Bavarskem; škofovsko posvečenje je prejel 13. maja istega leta. 1920 je postal nuncij v Weimarski republiki. Viden sad njegovega dela sta konkordata z Bavarsko 1925 in Prusijo 1929. Pij XI. ga je 1929 povzdignil v kardinala in mu 1930 poveril državno tajništvo. Tudi kot državni tajnik je osebno vodil vse zadeve, ki so se nanašale na Nemčijo. 1932 je dosegel sklenitev konkordata z Badnom, 1933 pa še s celotnim nemškim Rajhom, v katerega je kmalu po prihodu na oblast (30. januarja 1933. leta) Hitler združil vse nemške pokrajine.
16. decembra 1929 je postal kardinal duhovnik pri Ss. Giovanni e Paolo. 9. februarja 1930 je postal državni sekretar Rimske kurije. 1. aprila 1935 je postal camerlengo apostolske zbornice. Tako je kot papeški legat potoval po svetu in se udeleževal različnih evharističnih shodov. Kot osebni papežev legat je bil 1934 v Buenos Airesu, 1935 v Lurdu, 1937 v Lisieuxu in Parizu, a 1938 v Budimpešti.
Pri pripravi okrožnice, s katero je 29. junija 1931 Pij XI. obsodil nacistično nasilje na verskem področju in absolutistične težnje države, je imel nedvomno precejšen delež. Naraščajoče nasilje nacizma je skušal Pij XI. ustaviti z okrožnico Mit brennender Sorge, napisano 14. marca 1937; v soglasju z nemškimi škofi in ob dejavnem sodelovanju državnega tajnika Pacellija je odločno nastopil proti vse pogostejšemu kršenju konkordata in osnovnih človekovih pravic, kakor tudi proti rasističnim tendencam nacističnega režima, ki so se vedno bolj kazale.

## Papež
Za papeža je bil izvoljen 2. marca 1939 v tretjem glasovanju kot naslednik Pija XI.; posvečenje, umeščenje in kronanje je prejel 12. marca istega leta.

### MedDrugo svetovno vojno
Prizadeval si je, da ne bi prišlo do druge svetovne vojne; hotel je sklicati konferenco prizadetih držav pred spopadom, vendar ni naletel na razumevanje. Še zadnji trenutek, 24. in 30. avgusta 1939, je pozival k mirni rešitvi spornih vprašanj. Ko je spopad izbruhnil z nemškim in ruskim napadom na Poljsko 1. septembra 1939, pa je v več radijskih govorih - zlasti o Božiču - obravnaval vojno problematiko, ter pozival k miru in pravičnosti; vendar so vsi njegovi pozivi ostali glas vpijočega v puščavi. Glede tega je doživel podobno usodo kot njegov predhodnik Benedikt XV., ki je prav tako med Prvo svetovno vojno zastopal strogo neuvrščenost in zaman pozival sprte strani k mirovnim pogajanjem. Na ta način sta "vojna" papeža lažje pomagala vsem prizadetim, tudi Židom.
V duhu njegovih mirovnih govorov je pisal tudi pesnik in pisatelj Reinhold Schneider, ki se je ob njih navdihoval za odpor proti nacizmu.
Nemška vlada si je zelo prizadevala, da bi v zasedenih deželah papež imenoval za škofe Nemce, vendar se Pij XII. niti v enem samem primeru ni uklonil tej zahtevi. Nemška propaganda se je trudila, da bi papeža v javnosti predstavila kot sovražnika Nemčije in duhovščino kot sovražnico države. Odkar se je razplamtel vojni spopad, sta si obe strani močno prizadevali, da bi papež odkrito zavzel stališče ene strani proti drugi. Ko je papež izrazil okupiranim narodom svojo solidarnost, je italijanska vlada že menila, da Sveti sedež krši nevtralnost, nemška propaganda pa je Cerkev predstavljala kot nevarnost za nemški narod. Nasprotno pa je Nemčija junija 1941 po napadu na Sovjetsko zvezo pritiskala na papeža, naj javno obsodi komunizem, česar pa med vojno ni storil. Pij XII. je tako kot v nacizmu videl veliko nevarnost za svet tudi v komunizmu, vendar se je kljub pritiskom z raznih strani med vojno vzdržal kakršnekoli obsodbe komunizma.
Mnogi, ki so papežu očitali »molk«, ko je šlo za »neobsodbo« nacizma, so prezrli ali mirno in nalašč zamolčali njegovo »neobsodbo« komunizma. Papež je odločno zavrnil nemške zahteve, da bi pohod proti Rusiji potrdil kot »križarsko vojno« proti komunizmu.
Skoraj neposredno po napadu na Poljsko, 20. oktobra 1939, je Pij XII. ostro obsodil vsako izvajanje nasilja. Ko je konec 1940 prodrla v javnost novica, da v Nemčiji morijo umobolne, je papež taka dejanja obsodil z odlokom svetega oficija 2. decembra 1940. 2. junija istega leta se je odločno zavzel za narode, ki so trpeli pod zasedbo. V tem času sta tuje dežele okupirali le Nemčija in Sovjetska zveza, tako je papeževa beseda veljala izključno njima.

### Povojno politično delovanje
Po vojni, ko je bil stalinizem na višku, pa je papež Pij XII. ob volitvah v Italiji 1948 odločno pozval ves narod, naj se ne odloča za komunizem in podprl demokratične stranke na volitvah v Italiji 1948. Komunizem je takrat z odlokom svetega oficija 1. junija 1949 tudi obsodil in zagrozil z izobčenje tistim katoličanom, ki bi se včlanili v komunistično partijo. Treba pa je poudariti, da komunizem za Pija XII. ni bil političen problem, ampak izključno verski. Kmalu po Stalinovi smrti je v svoji božični poslanici 1954 nakazoval možnosti za mirno sožitje in sodelovanje. Tudi za Jude je papež storil, kar je bilo v njegovih močeh - in to ravno  zaradi svoje nevtralnosti.

### Duhovno delovanje
1950 je razglasil dogmo o Marijinem vnebovzetju: da je Devica Marija po smrti vzeta v nebesa ne le z dušo, ampak tudi s telesom. Branil je nauk, po katerem je človeštvo izšlo iz enega para. Na liturgičnem področju je oskrbel nov prevod psalterja in začel s prenovo katoliškega bogoslužja (reforma obredov velikega tedna), kar je potem nadaljeval koncil.

## Dela
- Za Pijeve okrožnice glej Seznam papeških okrožnic.

## Bolezen, smrt in spomin

### Zadnja leta in bolezen
Zadnja leta Pijevega papeževanja so se začela pozno 1954 z dolgotrajno boleznijo, med katero je mislil na odpoved. Nastale so opazne spremembe v njegovih delovnih navadah. Papež se je izogibal dolgih obredov, kanonizacij in konsistorijev, ter je kazal neodločnost v osebnih zadevah. Vedno težje mu je bilo nadzorovati podrejene in uslužbence, kot na primer svojega zdravnika Lisija, ki ga je izključil izmed papeške služinčadi zadnja leta po zapovrstnih brezobzirnostih; vendar mu je uspelo – sklicujoč se na svoj položaj – da je vstopil v papeške sobane in napravil fotografijo umirajočega pontifika, ki jo je prodal francoskim časopisom, kar je sprožilo zgražanje. 
Pij XII. je baje prejemal pomlajevalno terapijo, ki jo je v njegovi hudi bolezni izvajal 1954 Paul Niehans, kar je imelo hude stranske učinke, zlasti privide in nočne more. Drugi viri pa navajajo, da je papež imel videnja Kristusa.
Kljub bolezni, ki ga je spremljala od 1954, je papež Pij XII. neutrudno obravnaval celo vrsto vprašanj, ki so zadevala vernike in Bogu posvečene osebe. Včasih je odgovarjal na posebna nravna vprašanja, ki so jih nanj naslavljali. Uradnim združenjem je razlagal posebna etična, moralna in verska vprašanja v luči Božjega razodetja.
Včasih mu je pomagal s svojimi govori in objavljenimi knjigami jezuit Leiber .
Kardinal Avgustin Bea DJ je bil njegov osebni spovednik. 
Sestra Pascalina pa je bila skozi 40 let njegova zvesta gospodinja in zaupnica.

### Smrt
Pij XII. je umrl 9. oktobra 1958 v Papeški palači v Castel Gandolfu, papeški poletni rezidenci.
Umrl je zaradi srčnega popuščanja, kar je nenadoma povzročilo  miokardni infarkt. Papežev zdravnik Gaspanini je pozneje dejal:
»Sveti oče ni umrl zaradi kake določene bolezni, ampak je bil popolnoma izčrpan. On je garal čez vsako mejo. Njegovo srce je bilo zdravo, njegova pljuča dobra. On bi bil lahko živel še nadaljnjih 20 let, če bi se štedil.« 

### Pogreb
Njegov pogrebni sprevod po Rimu je bil največji shod Rimljanov tistega časa, ki so žalovali za »svojim« papežem, ki se je rodil v njihovem mestu; še posebej je bil slavljen kot junaški »Salvator et defensor urbis« (»Rešitelj in branitelj mesta«) med Drugo svetovno vojno.
Kardinal Angelo Roncalli – poznejši papež Janez XXIII. – je zapisal s svojem Dnevniku duše dne 11. oktobra 1958, da verjetno noben rimski cesar ni užival takega zmagoslavja, kot ga je doživel on; to je bil odraz duhovne veličine in verskega dostojanstva rajnega Pija XII., ki je ležal na mrtvaškem odru obkrožen s štirimi švicarskimi gardisti, nakar so ga položili v trugo. Pokopali so ga v Vatikanskih jamah v preprostem grobu v malo kapelico blizu groba Svetega Petra.

### Svetništvo
9. oktobra 1967 je stekel v Rimu škofijski postopek za svetništvo pod zaporedno številko 1088; veljavnost postopka je bila potrjena 26. januarja 1994. Bogoslovni svetovalci so se srečali 27. januarja 2006, a skupna kardinalska in škofijska seja je bila 8. maja 2007. 
Benedikt XVI. je nato 19. decembra 2009 razglasil odlok o herojskih krepostih, s čimer je papež Pij dobil naziv častitljivi (Božji služabnik). V teku je papežev postopek za svetništvo, ki pa je naletel na različne ovire zlasti židovskih oporečnikov, češ da papež ni storil zadosti za Žide, - pa tudi katoliške duhovnike in druge, ki so trpeli pod nacizmom.

## Ocena

### Pastor angelicus
Malahijeva prerokba označuje Pija XII. kot Pastor angelicus (Angelski pastir). Nekateri viri povezujejo geslo s papeževimi mirovnimi in človekoljubnimi prizadevanji med drugo svetovno vojno, ki jo je zaznamoval tudi holokavst. V zvezi s tem navajajo tudi povezanost med njegovim papeškim imenom Pius (=miroljuben, pobožen) in priimkom Pacelli (pax=mir), kar tudi oboje pomeni mir.
On je bil resnično pravi angelski pastir svoje črede, zlasti vseh trpečih. Kljub nekaterim poznejšim zlobnim podtikanjem je Pij XII. eden največjih papežev in Malahija bi potemtakem njegovo vlogo označil zelo ustrezno.

### Papežev molk
Goldhagen  je napisal knjigo A Moral Reckoning,, okrog katere se je razvnela ostra polemika, ki ji avtor poskuša oporekati; očitno je, da zastopa izrazito sovražen odnos do krščanstva in v prid Židov, ki jih po njegovem mnenju vsi preganjajo, oni pa nikogar . V njej očita papežu Piju XII., češ da "znova in znova ni javno omenjal Židov. V javnih nastopih je bila kakršnakoli omemba Židov očitno odsotna."
V oceni Goldhagenove knjige Riebling  pripominja, da je Pij vendarle uporabil besedo Žid ali Jud, in sicer v svoji prvi okrožnici Summi Pontificatus, ki jo je objavil 20. oktobra 1939. "Tam Pij vztraja, da je treba z vsemi ljudmi ravnati usmiljeno, slicujoč se na apostola Pavla, ki je pisal Kološanom: »v Božjih očeh ni niti pogana niti Juda«. 
S to trditvijo je papež potrdil svoje prepričanje, da so Židje enakopravni člani človeške skupnosti – kar je po merilih samega Goldhagena bilo odločilno za »odmik od protisemitske veroizpovedi«.
Berlinska židovska zakonca Wolfsson pa sta se postavila v obrambo papeža: »Nihče od nas ni želel, da bi papež izrazil javno stališče. Mi smo bili vsi begunci; begunci pa ne želijo, da bi kazali nanje. Gestapa bi to le razdražilo in bi okrepil svoje raziskave. Če bi papež protestiral, bi Rim postal središče pozornosti. Bilo je tako boljše, da papež ni rekel ničesar. Vsi smo delili to mnenje v tistem času, in to je naše prepričanje še danes.« Bili so primeri,ko je cerkvena obsodba nacističnih surovosti okrepila preganjanje obojih: Židov in Cerkve.

#### Nizozemskisvarilni zgled
Johannes de Jong je bil odločen protinacist. Dejal je, da ne želi biti drugi Innitzer , ki je ob priključitvi Avstrije k Rajhu navdušeno pozdravil Hitlerja – za kar ga je Pij XI. poklical na odgovornost. De Jong pa je zapovedal svojim duhovnikom, da morajo odreči zakramente nizozemskim nacistom.
Med Drugo svetovno vojno je bil eden glavnih voditeljev nizozemskega odpora zoper nemško-nacistično zasedbo Holandije. 26. julija 1942 so nizozemski škofje – vključno z nadškofom De Jongom, objavili pastirsko pismo, v katerem so javno obsodili odvajanje nizozemskih delavcev in Židov v Nemčijo. Nacisti so se maščevali z zajetjem čez 40.000 katoličanov židovskega porekla, vključno z Edito Steinovo.
Vatikan si je vzel nizozemsko izkušnjo za svarilen zgled, in se je zatekel k molku med Holokavstom. Po tem nemškem maščevanju je dejala sestra Pascalina, gospodinja in zaupnica Pija XII., da je bil papež prepričan o tem: če je škofovo oporekanje stalo 40.000 življenj, bi papeževo oporekanje terjalo vsaj 200.000 nedolžnih življenj. Teh pa ni bil pripravljen žrtvovati; politiki, generali in diktatorji se lahko igrajo s človeškimi življenji – papež pa se ne more.

### Ad maiora mala vitanda
Sam papež Pij XII. se je izrazil, da je bilo to vprašanje, ki ga je najbolj mučilo in ga spravljalo v stisko vesti. Pojasnil je tudi, kaj ga je vodilo k toliki previdnosti glede obsodbe očitnih hudodelstev: ne le stroga neuvrščenost med spopadom, ampak predvsem potreba, da bi se izognil večjim zlom (ad maiora mala vitanda) na škodo žrtev.
13. maja 1940 je na primer sprejel italijanskega veleposlanika pri Svetem sedežu Alfierija, ki mu je prenesel Mussolinijevo pritožbo zaradi telegrama vzajemnosti, ki ga je papež poslal državnim poglavarjem Belgije, Luksemburga in Nizozemske ob nemški zasedbi teh neuvrščenih dežel. Pij mu je dejal – v zvezi s položajem na zasedenem Poljskem: 
»Mi bi morali izreči ognjevite besede zoper podobne strašne stvari; zadržuje nas le zavest, da bi z govorjenjem položaj teh nesrečnikov le še poslabšali.«  .
To prepričanje ga je spremljalo tudi po vojni, ko je Pij zatrdil, da se je moral vzdržati od govorjenja, »četudi so dejstva opravičevala izgovor tega ali onega (ostrega) izraza, ki bi pa mogel povzročiti več hudega kot dobrega, zlasti nedolžnim množicam, ki ječijo pod bičem tlačenja« (komunizma).

### Okrožnice in odloki
- Pius XII Encyclicals (vse okrožnice Pija XII. – 3 strani, večjezično)
- Summi pontificatus – okrožnica papeža Pija XII. v angleščini: On the unity of human society - Enotnost človeške družbe; Libreria Editrice Vaticana [ EN - ES - FR - IT - LA - PT ] z dne 20. oktobra 1939
- (italijansko) Papež Pij XII.: Orientales Ecclesias 15. XII. 1952: Preganjanje vzhodnih kristjanov zlasti v Bolgariji in Ukrajini
- Pius episcopus servus servorum Dei. Ad perpetuam rei memoriam constitutio apostolica Munificentissimus Deus (la) Fidei dogma definitur deiparam Virginem Mariam corpore et anima fuisse ad caelestem gloriam assumptam
- WI Pope Pius XII lives till 1970s?

| Nazivi Rimskokatoliške cerkve    | Nazivi Rimskokatoliške cerkve                         | Nazivi Rimskokatoliške cerkve  |
| -------------------------------- | ----------------------------------------------------- | ------------------------------ |
| Predhodnik: Rafael Merry del Val | Nadduhovnik Bazilike svetega Petra, Vatikan 1930–1939 | Naslednik: Federico Tedeschini |
| Predhodnik: Pietro Gasparri      | Državni tajnik kardinal 1930–1939                     | Naslednik: Luigi Maglione      |
| Predhodnik: Pietro Gasparri      | Kamerlengo svete rimske Cerkve 1935–1939              | Naslednik: Lorenzo Lauri       |
| Predhodnik: Pij XI.              | Papež 1939–1958                                       | Naslednik: Janez XXIII.        |